# Tanija
U starogrčkoj nošnji, tainia (starogrčki: ταινία; pl: grčki: ταινίαι ili lat. taenia; pl: taeniae) bila je traka za glavu, vrpca ili file.
Tainia traka za glavu nosila se uz tradicionalnu starogrčku nošnju. Trake su se nosile na grčkim svetkovinama. Bogovi su također vezali svoje glave tanijama. Nadalje, kultne slike, stabla, urne, spomenici, životinjske žrtve i pokojnici imali su tainiai omotane oko sebe. Kasnije su ih usvojili Rimljani. Slična vrsta trake za glavu bila je dijadema, koja se koristila kao simbol za kraljeve.

## Vanjske poveznice
- Slika žene koja nosi hiton i široku taeniju u Projektu Perzej